# 张炎 (1950年)
张炎（1950年11月—），浙江人，中华人民共和国外交官，曾任中华人民共和国驻印度共和国特命全权大使。

## 生平
1978年，进入中华人民共和国外交部工作，先后在驻利比里亚大使馆、外交部国际司、常驻联合国日内瓦办事处和瑞士其他国际组织代表团、常驻联合国代表团任职，后任常驻联合国代表团参赞。1995年，任外交部国际司参赞。1996年，任云南省人民政府外事办公室主任。1998年，任亚太经济合作组织中国高官（大使衔）。2002年3月，出任中华人民共和国常驻维也纳联合国和其他国际组织代表。2005年，任外交部军控司司长。2007年12月，出任中华人民共和国驻印度大使。2012年10月，自驻印度大使离任。

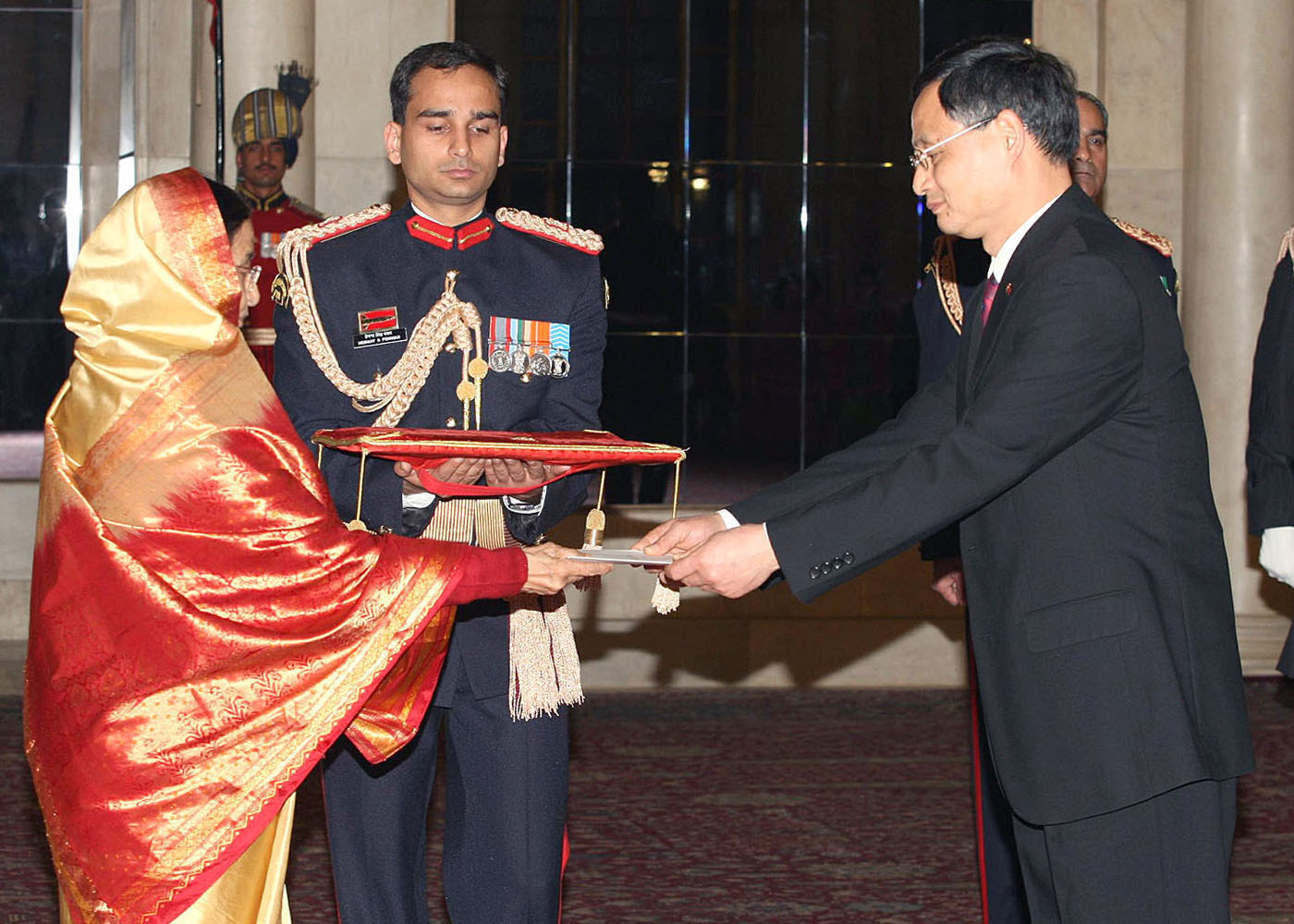
2007年12月18日在新德里总统府，中国驻印度大使张炎向印度总统递交国书。